# Awāʾil
Col termine arabo Awāʾil (in arabo اواێل‎?), lett. "Primi", si indica un genere letterario assai in voga nella letteratura araba, che indicava i presunti gli inventori, o le prime persone o le prime occorrenze di un fenomeno storico o religioso, talora riferiti addirittura ai tempi che precedettero la comparsa del genere umano.

Il genere era 
Tra i primi a redigere libri di questo genere possono essere ricordati Abū ʿAmr ʿĀmir b. Sharāḥīl al-Shaʿbī (tra il 637 e il 642 - tra il 721 e il 728) e Hishām b. al-Kalbī, ma anche al-Madāʾinī e al-Ḥasan b. Maḥbūb.
Nell'XI secolo al genere s'affiancò, in qualche modo per logica integrazione, la produzione di libri di awākhir (Ultimi), come i Nujūm al-zawākhir fī maʿrifat al-awākhir (Gli astri brillanti nella conoscenza degli Ultimi) di Shihāb al-Dīn Aḥmad b. Khalīl al-Lubūdī al-Ṣāliḥī e la Nuzhat al-nawāẓir bi-l-taṣnīf fī l-awākhir (Il piacere degli occhi nella compilazione degli Ultimi) di ʿAbd al-Qādir b. Muḥammad b. al-Ḥasan, "i cui contenuti, quando non si travasarono in opere storiche, trovarono ospitalità in lavori giuridici o di sapore più semplicemente enciclopedico".